# Vordere Platteinspitze
Die Vordere Platteinspitze ist ein 2562 m ü. A. hoher Berg in den Lechtaler Alpen bei Imst in Tirol. Der felsige Gipfel befindet sich etwa einen Kilometer südöstlich der Hinteren Platteinspitze und 4,5 Kilometer nordwestlich vom Imster Stadtzentrum. 
Während der Gipfel aus Hauptdolomit aufgebaut ist, einem Lagunensediment der Oberen Trias, treten südlich davon klastische Sedimentgesteine der Gosau-Gruppe zutage. Die durch teilweise bizarre Formen des Gosau-Konglomeratgesteins auffallende Felsformation trägt auch den Namen Geisterburg. Südlich unterhalb der Geisterburg ziehen die Platteinwiesen talwärts. Über sie führt der Steig von der Untermarkter Alm in Richtung Gipfel, den er zuletzt teilweise versichert durch felsiges Gelände erreicht. Zu den Platteinwiesen, beziehungsweise zum Narrenkreuz gelangt man auch von der Muttekopfhütte über den Plattigsteig. Der felsige Grat zur Hinteren Platteinspitze erfordert Kletterei im Schwierigkeitsgrad III – IV der UIAA-Skala, so man im Bereich der Gratschneide bleibt.